# 2020-as olasz labdarúgókupa-döntő
A 2020-as olasz labdarúgókupa-döntő a 73. döntő volt a Coppa Italia történetében. Helyszíne a római Olimpiai Stadion volt, ahol a Napoli és a Juventus mérkőztek meg a kupagyőzelemért. Eredetileg 2020. május 13-án rendezték volna a mérkőzést, azonban a koronavírus járvány miatt az Olasz labdarúgó-szövetség június 17-re halasztotta. A találkozót a Napoli nyerte meg 0–0-s döntetlen követően büntetőpárbajban 4–2-re, így jogot szerzett a 2020–2021-es Európa-liga sorozatban való indulásra és a 2020-as olasz Szuperkupán való részvételre. A délolasz csapat története hatodik kupagyőzelmét szerezte.

## Út a döntőbe
| Napoli         | Napoli                               | Forduló                          | Juventus    | Juventus                                          |
| -------------- | ------------------------------------ | -------------------------------- | ----------- | ------------------------------------------------- |
| Ellenfél       | Végeredmény                          | 2019–2020-as olasz labdarúgókupa | Ellenfél    | Végeredmény                                       |
| Perugia (H)    | 2–0                                  | A legjobb nyolc közé jutásért    | Udinese (H) | 4–0                                               |
| Lazio (H)      | 1–0                                  | Negyeddöntő                      | Roma (H)    | 3–1                                               |
| Internazionale | 1–0 (V), 1–1 (H) (2–1 összesítésben) | Elődöntő                         | Milan       | 1–1 (V), 0–0 (H) (1–1 idegenben lőtt több góllal) |

## A mérkőzés
| 2020. június 17. 21:00 |

| Napoli | –   | Juventus |
| ------ | --- | -------- |
|        | (–) |          |

| Olimpiai Stadion, Róma |

| Napoli | Juventus |

| GK              | 1  | Alex Meret          |     |     |
| RB              | 22 | Giovanni Di Lorenzo |     |     |
| CB              | 19 | Nikola Maksimović   |     |     |
| CB              | 26 | Kalidou Koulibaly   |     |     |
| LB              | 6  | Mário Rui           | 77' | 81' |
| CM              | 8  | Fabián Ruiz         |     | 80' |
| CM              | 4  | Diego Demme         |     |     |
| CM              | 20 | Piotr Zieliński     |     | 88' |
| RF              | 7  | José María Callejón |     | 66' |
| CF              | 14 | Dries Mertens       |     | 67' |
| LF              | 24 | Lorenzo Insigne (c) |     |     |
| Cserék:         |    |                     |     |     |
| GK              | 27 | Orésztisz Karnézisz |     |     |
| DF              | 13 | Sebastiano Luperto  |     |     |
| DF              | 23 | Elseid Hysaj        |     | 81' |
| DF              | 31 | Fauzi Gulam         |     |     |
| DF              | 44 | Kósztasz Manolász   |     |     |
| MF              | 5  | Allan               |     | 80' |
| MF              | 12 | Elif Elmasz         |     | 88' |
| MF              | 34 | Amin Younes         |     |     |
| FW              | 9  | Fernando Llorente   |     |     |
| FW              | 11 | Hirving Lozano      |     |     |
| FW              | 21 | Matteo Politano     |     | 66' |
| FW              | 99 | Arkadiusz Milik     |     | 67' |
| Vezetőedző:     |    |                     |     |     |
| Gennaro Gattuso |    |                     |     |     |

| GK             | 77 | Gianluigi Buffon      |     |     |
| RB             | 16 | Juan Cuadrado         |     | 85' |
| CB             | 4  | Matthijs de Ligt      |     |     |
| CB             | 19 | Leonardo Bonucci (c)  | 51' |     |
| LB             | 12 | Alex Sandro           |     |     |
| CM             | 30 | Rodrigo Bentancur     |     |     |
| CM             | 5  | Miralem Pjanić        |     | 74' |
| CM             | 14 | Blaise Matuidi        |     |     |
| RW             | 11 | Douglas Costa         |     | 65' |
| CF             | 10 | Paulo Dybala          | 83' |     |
| LW             | 7  | Cristiano Ronaldo     |     |     |
| Cserék:        |    |                       |     |     |
| GK             | 1  | Wojciech Szczęsny     |     |     |
| GK             | 31 | Carlo Pinsoglio       |     |     |
| DF             | 2  | Mattia De Sciglio     |     |     |
| DF             | 13 | Danilo                |     | 65' |
| DF             | 24 | Daniele Rugani        |     |     |
| MF             | 8  | Aaron Ramsey          |     | 85' |
| MF             | 25 | Adrien Rabiot         |     |     |
| MF             | 38 | Simone Muratore       |     |     |
| FW             | 33 | Federico Bernardeschi |     | 74' |
| FW             | 35 | Marco Olivieri        |     |     |
| FW             | 44 | Giacomo Vrioni        |     |     |
| FW             | 46 | Luca Zanimacchia      |     |     |
| Vezetőedző:    |    |                       |     |     |
| Maurizio Sarri |    |                       |     |     |

|}